# قائمة الأفلام المصرية سنة 1995
هذه قائمة بالأفلام المصرية لسنة 1995 مرتبة أبجديا

## 1995
- إستاكوزا
- البحر بيضحك ليه
- سارق الفرح
- طريق الشر
- طيور الظلام
- قليل من الحب كثير من العنف
- الإرهابي
- متحف الإسكندرية من إخراج أسماء البكري
- لحم رخيص
- ناصر 56
- يا دنيا يا غرامي
- تار بايت